# Fred Espenak

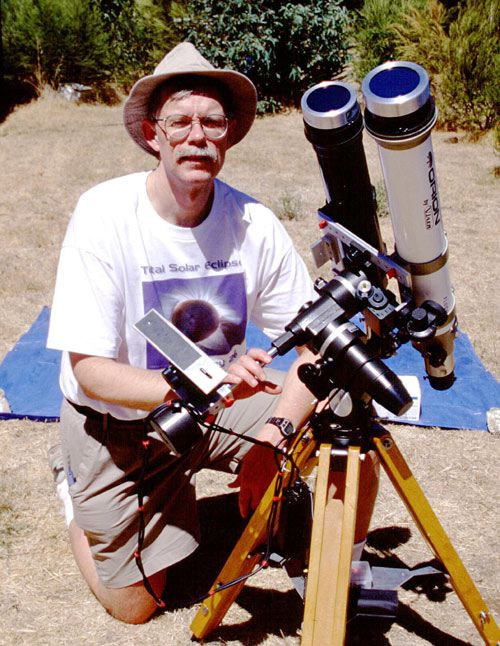
Fred Espenak

Fred Espenak (* 1. August 1953 in New York City; † 1. Juni 2025 in Portal, Arizona) war ein US-amerikanischer Astrophysiker. Er war bis 2009 am Goddard Space Flight Center (GSFC) tätig und wurde v. a. durch seine Berechnungen und Kataloge von Sonnenfinsternissen bekannt.
Sein Interesse an dieser Thematik erwachte, als er die Sonnenfinsternis vom 7. März 1970 beobachtete -- und seither mindestens 20 weitere Finsternisse. Wegen seiner zahlreichen Publikationen hierzu wurde er in Fachkreisen oft als Mr Eclipse bezeichnet.
Als 10-Jähriger baute er sein erstes Teleskop. Nach dem Bakkalaureat am Wagner-College, (Staten Island) arbeitete er im Planetarium, später am Kitt-Peak-Nationalobservatorium und erwarb sein Master-Diplom an der Universität Toledo über eruptive Sterne. In seiner langen Zeit am GSFC beobachtete er Körper des Sonnensystems und die Atmosphären der Planeten mit dem Infrarotspektrometer. Ab 1978 bearbeitete er die eclipse bulletins der NASA und editierte mehrere Finsterniskanons wie den Fifty Year Canon of Solar Eclipses: 1986–2035 und den Fifty Year Canon of Lunar Eclipses: 1986–2035. Mit Jean Meeus publizierte er im Jahr 2006 den Five Millennium Canon of Solar Eclipses, der Sonnenfinsternisse aller Arten von −2000 bis +3000 enthält, und 2009 den Five Millennium Canon of Lunar Eclipses, der alle Mondfinsternisse in diesem Zeitraum auflistet. In neuerer Zeit publizierte Espenak den Thousand Year Canon of Lunar Eclipses 1501 to 2500, den Thousand Year Canon of Solar Eclipses 1501 to 2500 und den 21st Century Canon of Solar Eclipses.
2003 wurde der Asteroid (14120) Espenak nach ihm benannt.